# 싱할라 왕국
싱할라 왕국(Sinhala Kingdom)은 오늘날 스리랑카에 존재했던 연속적인 싱할라계 왕국들을 가리킨다. 싱할라 왕국들은 행정 중심지가 위치한 도시에서 알려진 왕국이다. 이들은 연대순으로 탐바판니, 우파티사누와라, 아누라다푸라, 폴론나루와, 담바데니야, 감폴라, 코테, 시타와카 및 캔디 왕국으로 나뉜다.
1815년 영국이 싱할라 왕국을 점령하면서 싱할라 왕국은 더 이상 존재하지 않게 되었다. 싱할라 왕국은 기원전 543년부터 서기 1815년까지 존재했다고 주장되지만, 자프나 왕국(서기 1215~1624년 존재), 12세기~1803년에 존재함)과 포르투갈 및 네덜란드령 실론(각각 1597~1658년 및 1640~1796년에 존재함)가 존재했다.
법현과 마하밤사의 기록에 따르면 싱할라 왕국은 몰디브와 인도 일부 지역에도 확장되었을 수 있다.

## 마하밤사 연대기에 따른 시대
- 탐바판니 왕국 (기원전 543년~기원전 505년)
- 우파티사누와라 왕국 (기원전 505~377년)
- 아누라다푸라 왕국 (기원전 377년 – 서기 1017년)
- 폴로나루와 왕국 (1056-1236)
- 담바데니야 왕국 (1236-1272)
- 감폴라 왕국 (1345-1408)
- 코테 왕국 (1408-1598)
- 시타와카 왕국 (1521-1593)
- 캔디 왕국 (1590-1815)

## 주해
1. ↑  such as Anuradhapura and Polonnaruwa kingdoms